# 幻視 (漫畫)
幻視（英語：Vision）是一位出現在漫威漫畫中的超級英雄，為大反派奧創所造的機械有機體，後來背叛奧創加入復仇者聯盟，是緋紅女巫的丈夫。

## 經歷
奧創為了擊敗他的父親「蟻人」漢克·皮姆及「父親」的夥伴復仇者聯盟而將第二次世界大戰時期的超級英雄霹靂火改造成一位生化人，並且利用反派神力人的腦電波將之啟動，把他取名為「幻視」。接著奧創就派幻視去屢次對抗復仇者聯盟，最初幻視就如同一般的機器人一樣沒有感情，只會服從命令，但在與復仇者聯盟周旋的日子中，他隱藏的人性令他背叛了奧創並加入了復仇者聯盟。
加入復仇者聯盟後，幻視藉由與同伴相處來學習怎麼令自己更像一個人，之後他遇到了緋紅女巫，兩人墜入愛河結為夫妻並生了一對雙胞胎，擁有一個家庭雖然使幻視感到幸福，但也使他因自己不是人類的自卑感而感到壓力。之後神力人也改邪歸正並加入了復仇者，幻視由於自己的腦波源於神力人而對自己的存在感到懷疑，直到神力人的哥哥死神出現並擄走了他跟神力人，事件結束後幻視的心結解開，他與神力人互稱兄弟，對方的家人也是自己的家人。
幻視和緋紅女巫之後被東歐共產集團綁架，在被西海岸復仇者拯救後加入了他們。之後在一場戰鬥中幻視昏迷，為了拯救他眾人便將他連結到負責管理永恆族的超級電腦上，雖然救回了幻視但也使他數據化的那一面覺醒，他認為人類跟永恆族一樣在電腦的管理下生活利大於弊，於是入侵並控制了各國政府的電腦，最後被復仇者阻止。為了避免類似的事發生，幻視拆下了自己身上的控制水晶，以避免自己再被其他電腦影響。
但事情還沒結束，幻視控制政府電腦的事使得各國政府聯手綁架他，並將他拆解及格式化，之後雖然在初代霹靂火的創造者斐尼希斯·霍頓博士的協助下重新組裝並啟動，但他卻失去了感情，變回了當初那台冷漠的機器人。緋紅女巫請求神力人再次提供自己的腦波，但緋紅女巫此時還不知道，神力人也喜歡著她，雖然對於視同兄弟一般的幻視的現況感到難過，但在親情跟愛情的掙扎以及黃蜂女的慫恿下，最後神力人選擇了拒絕。
之後幻視和緋紅女巫的兩個兒子被混亂大師抓走，眾人與之戰鬥後卻發現那兩個孩子根本不存在，而是緋紅女巫潛意識將梅菲斯特的兩塊靈魂碎片用混沌魔法改造而成的幻覺。既幻視失去情感後，這個真相對緋紅女巫造成了第二次的衝擊，使其幾乎崩潰。
與此同時關於幻視有機部分的來源也出現疑問，蟻人帶領西岸復仇者開始調查，才發現原來是征服者康的未來版本永生者將初代霹靂火變成兩個個體，所以幻視跟初代霹靂火才能同時存在。而神力人親情跟愛情的長期掙扎在此時終於結束，他決定向幻視提供自己的腦波，不料卻遭到幻視拒絕，幻視認為就算自己獲得了神力人的腦波也不是變回過去的自己，而只是過去的自己的複製品，而他決定要調回復仇者本隊。
在與復仇者的冒險中，幻視漸漸回復了情感，在與平行世界的反幻視融合後更變回了原本的樣貌，然而就在他開始打算挽回緋紅女巫時，精神已經徹底崩潰的緋紅女巫用混沌魔法襲擊了復仇者，引發了復仇者解散事件，此事件導致幻視、鷹眼及第二代蟻人死亡，在事件結束後，幻視再次被修復。
之後在大事件《復仇者聯盟vs.X戰警》即將發生前，驚奇女士和女蜘蛛人邀請緋紅女巫來到復仇者大廈，卻遇見幻視阻擋在門口，幻視表示他能體諒緋紅女巫的痛苦，但無法原諒她控制自己攻擊朋友，在緋紅女巫哭著離開後，幻視也流下了兩行淚水。
在《奧創紀元》的結尾，蟻人利用一個暗藏在奧創系統深處的電腦病毒殺死了他，但那個電腦病毒卻變成了更危險的人工智能，於是蟻人便招集幻視及一台末日機器人組成了AI復仇者。

## 其他媒體

### 電影
- 《下一代復仇者：明日英雄》（2008年），由肖恩·麥唐諾配音。
- 漫威電影宇宙：由保羅·貝特尼飾演幻視（英语：Vision (Marvel Cinematic Universe)）[1]。
  - 《復仇者聯盟2：奧創紀元》（2015年）：前身為東尼·史塔克設計的人工智能管家“賈維斯”的升級版本，身體是奧創用“再生搖籃”製造，並使用汎合金為材料，生命的來源來自於洛基的權杖上的心靈寶石，在布魯斯·班納和東尼上傳賈維斯的意識後由雷神索爾的雷神之鎚放電啟動。因為心靈寶石的原因，所以能夠舉起雷神之鎚，後來加入復仇者聯盟。
  - 《美國隊長3：英雄內戰》（2016年）：參加因《索高維亞協議》而引發的英雄內戰。屬於東尼·史塔克的贊成派陣營，在內戰中試圖以寶石光束攻擊山姆·威爾遜，卻打中詹姆斯·羅德斯使其墜落而癱瘓。
  - 《復仇者聯盟3：無限之戰》（2018年）：與汪達·馬克希莫夫結成戀人並在蘇格蘭生活，後被前來奪取心靈寶石的亡刃和暗夜比鄰星突襲，被史提芬·羅傑斯、山姆·威爾遜和娜塔莎·羅曼諾夫救下。與復仇者同前往瓦干達，後來被薩諾斯取下額頭上的心靈寶石而死亡。
  - 《蜘蛛俠：決戰千里》 （2019年）：客串，僅以相片形式出現於彼得·帕克學校的電視節目中。

### 劇集
- 《復仇者：蓋世英雄》（2010年），動畫，由彼得·傑索普配音。
- 漫威電影宇宙：由保羅·貝特尼回歸飾演幻視。
  - 《汪達幻視》（2021年）：作品出現兩個不同的幻視，分別由汪達·馬克希莫夫使用重寫現實的魔法在營造的幻像中重新誕生，沒有此前的記憶，及由天劍局（感知武器觀測應對局）通過組裝死去幻視的身體零件構造出的「白幻視」，該角色全身白色，缺失此前的記憶和情感，但在影集最后被汪达制造的幻视觸發此前所有记忆。
  - 《無限可能：假如…？》第一季（2021年）[2]：動畫劇集，配音演出。
  - 《幻視探索》

### 遊戲
- 《漫威英雄 Online》：玩家創角時可選擇幻視為遊戲角色，或另付費購買。
- 《漫威：未來之戰》：手機遊戲，幻視是玩家可使用角色之一。
- 《漫威超級戰爭》
- 《漫威：未來革命》